# Иодид гафния(IV)
Иодид гафния(IV) — неорганическое соединение, соль металла гафния и иодоводородной кислоты с формулой HfI4, жёлто-оранжевые кристаллы, реагирует с водой.

## Получение
- Реакция иода и порошкообразного гафния:

{\displaystyle {\mathsf {Hf+2I_{2}\ {\xrightarrow {300-500^{o}C}}\ HfI_{4}}}}

## Физические свойства
Иодид гафния(IV) образует жёлто-оранжевые кристаллы кубической сингонии.
В воде подвергается полному гидролизу.

## Химические свойства
- Разлагается при нагревании:

{\displaystyle {\mathsf {HfI_{4}\ {\xrightarrow {1100^{o}C}}\ Hf+2I_{2}}}}
- Реагирует с водой:

{\displaystyle {\mathsf {HfI_{4}+H_{2}O\ {\xrightarrow {}}\ HfOI_{2}\downarrow +2HI}}}
- Реагирует с концентрированной серной кислотой:

{\displaystyle {\mathsf {HfI_{4}+4H_{2}SO_{4}\ {\xrightarrow {}}\ H_{2}[HfO(SO_{4})_{2}]+2I_{2}\downarrow +2SO_{2}\uparrow +3H_{2}O}}}
- Реагирует с щелочами:

{\displaystyle {\mathsf {HfI_{4}+4NaOH\ {\xrightarrow {}}\ HfO(OH)_{2}\downarrow +4NaI+H_{2}O}}}
- При нагревании реагирует с аммиаком с образованием нитрида гафния:

{\displaystyle {\mathsf {2HfI_{4}+2NH_{3}\ {\xrightarrow {900-1000^{o}C}}\ 2HfN+3H_{2}+4I_{2}}}}